# باساکا ایر
باساکا ایر (به انگلیسی: Bassaka Air) یک شرکت هواپیمایی با کد یاتا 5B است که در تاریخ ۲۰۱۳ میلادی تأسیس شده و در تاریخ ۲۰۱۴ فعالیتش را آغاز کرده‌است. دفتر مرکزی باساکا ایر در پنوم‌پن، کامبوج واقع شده‌است و قطب این شرکت هواپیمایی در فرودگاه بین‌المللی پنوم‌پن قرار دارد.